# 末永国明
末永 国明（すえなが くにあき、1922年10月27日 - 2009年6月18日）は日本の言語学者。

## 経歴
- 東京教育大学助教授（このとき『試験にでる英熟語』の巻頭の辞を担当）
- 埼玉大学教育学部附属中学校校長

## 業績
- 「"Performing Arts"と劇作家の地位」英語青年 122(6),p262～263,1976/09(ISSN 02872706) (研究社出版株式会社 〔編〕/研究社出版)
- 「二つのArthur Miller論 : Robert Hogan,Arthur Miller(University of Minnesota Press,Minneapolis,1964)Edward Murray,Arthur Miller,Dramatist(Frederick Ungar Publishing Co.,New York,1967)」日本女子大学英米文学研究 3,42-46,19680100(ISSN 02883015) (日本女子大学英語英文学会/日本女子大学)
- 「Arther Millerの世界」東京教育大学文学部紀要  (通号 23),????,1959/04(東京教育大学文学部)
- 「日本語版「慾望という名の電車」」英語青年 99(6),288,1953/06(ISSN 02872706) (研究社出版株式会社 〔編〕/研究社出版)
- 「ブロードウェイ雑記」英語青年 98(12),549,1952/12(ISSN 02872706) (研究社出版株式会社 〔編〕/研究社出版)